# Мамбет
Мамбе́т (каз. Мәмбет) — село у складі Коксуського району Жетисуської області Казахстану. Адміністративний центр Лабасинський сільського округу.
У радянські часи село називалось Леніно або Колхоз імені Леніна.
Населення — 2017 осіб (2021; 1991 у 2009, 2439 у 1999, 2040 у 1989).